# Kościół Narodzenia Najświętszej Maryi Panny w Łącznicy
Kościół pw. Narodzenia Najświętszej Maryi Panny w Łącznicy – zabytkowy, katolicki kościół filialny znajdujący się w Łącznicy, wsi w województwie lubuskim. Należy do parafii Świętych Apostołów Piotra i Pawła w Starym Kurowie.

## Historia i architektura
Obiekt wzniesiono w końcu XIX wieku dla lokalnej społeczności protestanckiej. Reprezentuje styl neoromański. Jako katolicki poświęcony został 8 maja 1946. W latach 70. XX wieku przeszedł generalny remont.

## Otoczenie
Przy kościele znajdują się niewielkie pozostałości cmentarza ewangelickiego. W sąsiedztwie stoi też figura maryjna z niemieckojęzycznym napisem na tylnej części cokołu.
Do obiektu nie prowadzi żadna droga utwardzona - dojazd tylko drogą polną.

## Galeria

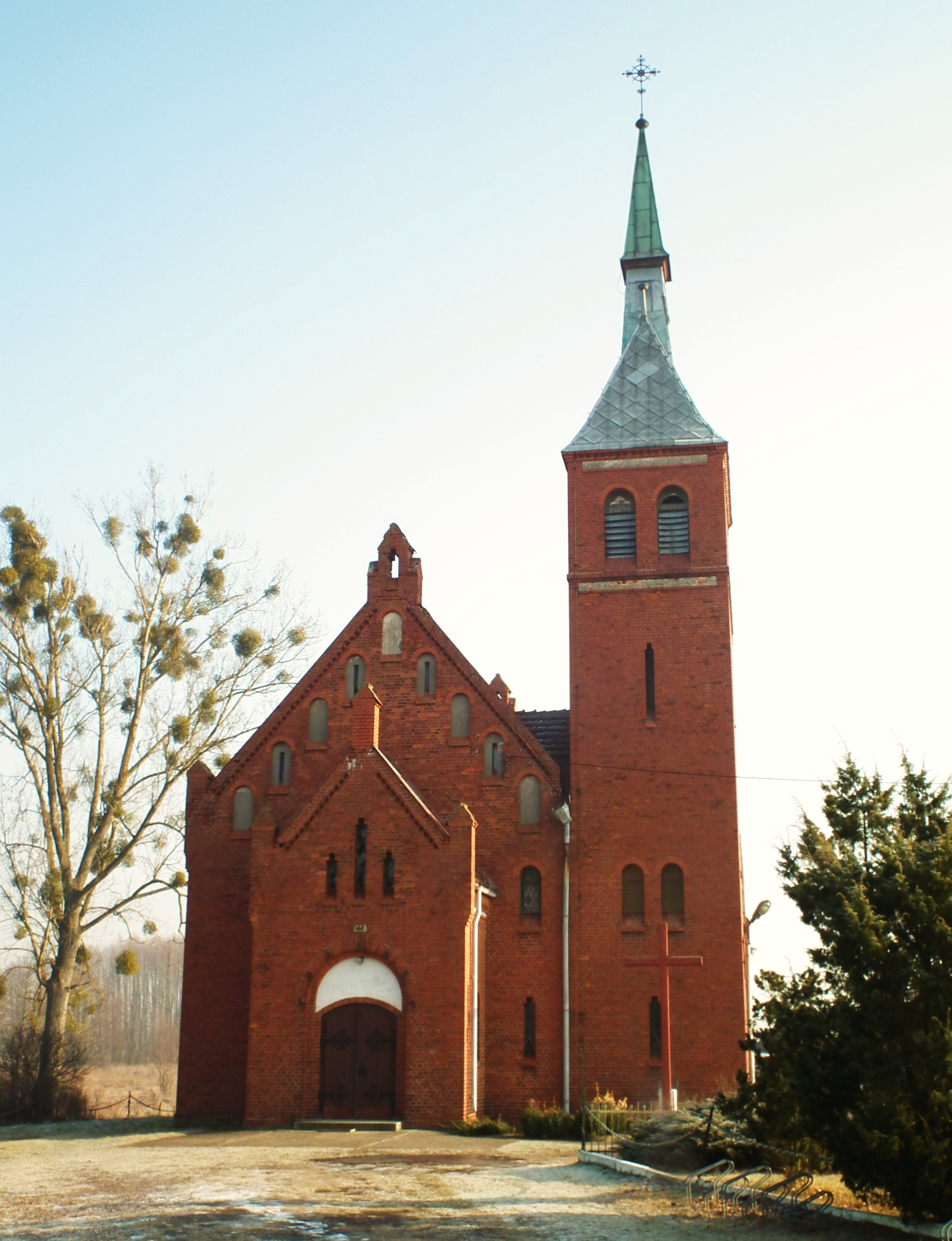
Widok od frontu
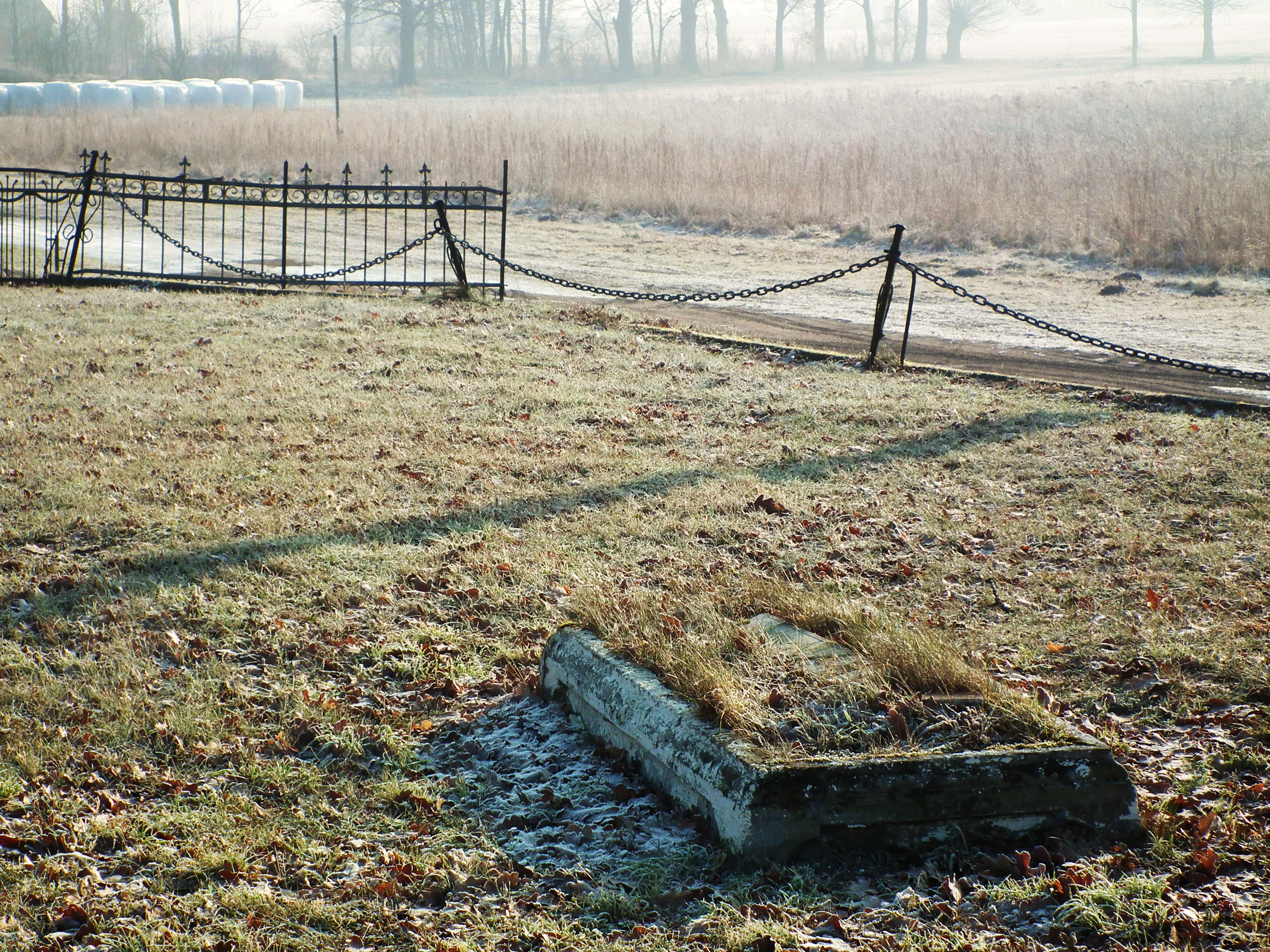
Resztki cmentarza
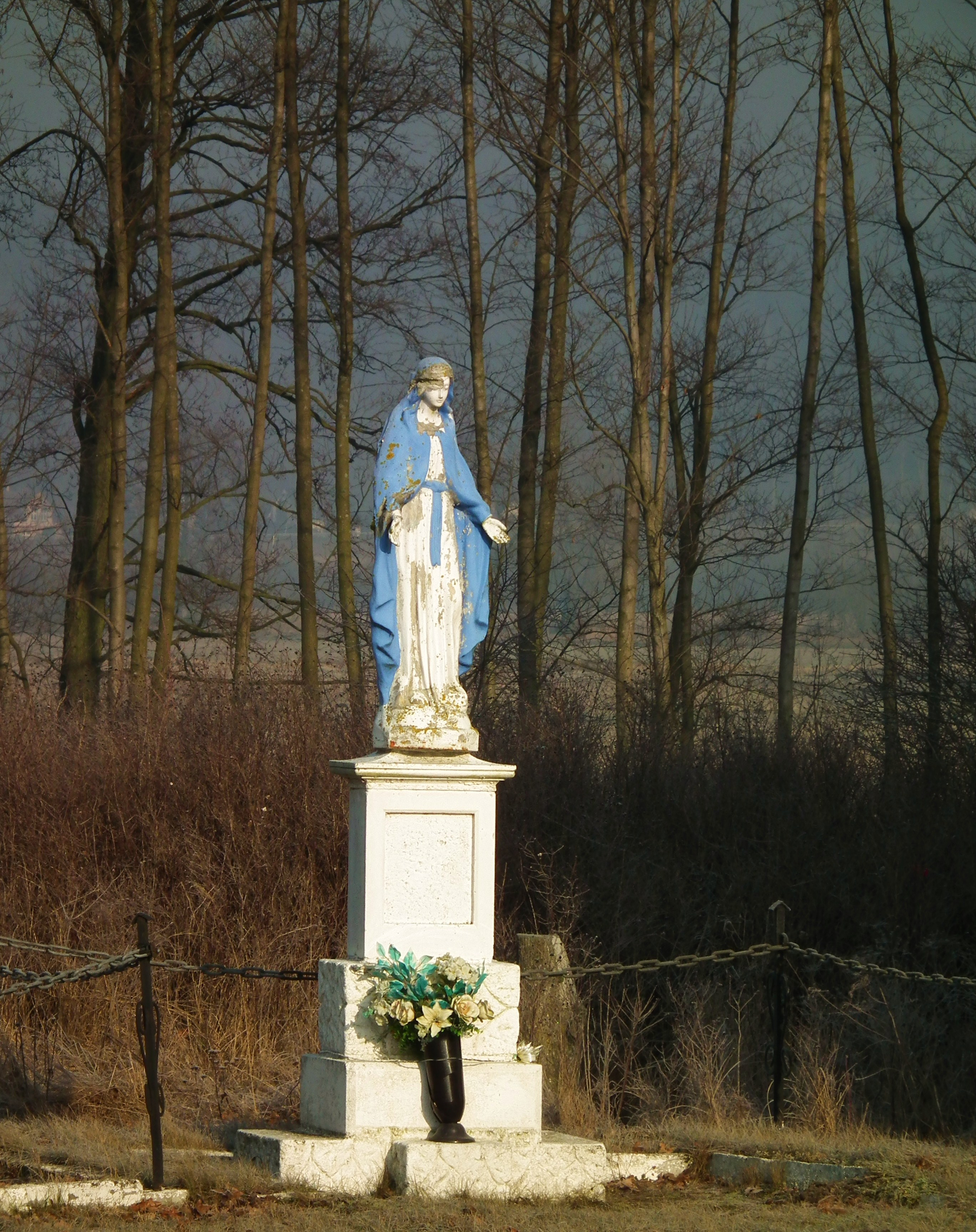
Figura maryjna